# Mark (Somerset)
Pour les articles homonymes, voir Mark.
Mark est une paroisse civile et un village du Somerset, en Angleterre.